# Carolee Schneemann
Carolee Schneemann (Fox Chase, 12 ottobre 1939 – New Paltz, 6 marzo 2019) è stata un'artista e pittrice statunitense, attiva nel campo della performance art e del video.

## Biografia
Carolee Schneemann nasce il 12 ottobre 1939 in Pennsylvania. Studentessa per un B.A. in pittura presso il Bard College che ottiene nel 1959, nel 1961 ottiene un MFA in pittura presso l'Università dell'Illinois. A New York conosce James Tenney, borsista presso la Julliard nel campo della musica, originario del Colorado: si sposano in segreto e collaboreranno fino al 1968. La sua carriera d'artista inizia dunque a fine anni '50 con i primi happening. Benché sia conosciuta principalmente come performer, Carolee Schneemann si definiva una pittrice (aveva iniziato a dipingere sotto l’influenza dell'espressionismo astratto) e considerava il suo percorso artistico come una proiezione dei principi che governano la pittura fuori dalla tela. Il filo rosso che collega tutte le sue opere è la messa in discussione dei valori e dei simbolismi della sessualità e delle politiche di genere, aspetto che la porterà a diventare un simbolo del dibattito femminista e sul gender nell'arte.
Un grande momento di transizione dalla pittura ad altre modalità di espressione è rappresentato dall’opera Eye Body, 1963: espressione sì pittorica, ma a tre dimensioni. Schneemann arreda il proprio loft con alcuni pannelli dipinti, ombrelli meccanici, specchi rotti, serpenti da giardino e piume, oggetti con cui poi si veste e posa per un totale di 36 fotografie. Queste 36 fotografie ritraggono una donna che diventa, nel marasma totale del loft, un oggetto fra gli oggetti. È conosciuta per il suo lavoro sul corpo, sulla sessualità e sul genere. Il suo lavoro si caratterizza per la ricerca nella tradizione visiva riguardante i taboo e il corpo dell'individuo in relazione con i corpi sociali.
Il suo lavoro è stato esposto al Los Angeles Museum of Contemporary Art, al New York Museum of Modern Art, e al London National Film Theatre. La Schneemann ha insegnato in varie università, incluso il California Institute of the Arts, la School of the Art Institute of Chicago, l'Hunter College e la Rutgers University, dove è stata la prima donna artista docente. I lavori della Schneemann sono associati con una varietà di classificazioni e movimenti, come Fluxus, Neo-Dada, la Beat Generation e l'happening.
Uno degli approcci più importanti nel percorso di Schneemann è quello legato all'action painting, tecnica che vide come pioniere Jackson Pollock e che si basa sul far gocciolare o versare della pittura su una superficie, giungendo così a una nuova drammaticità e a un nuovo tipo di espressione. Importante per il pensiero femminista a cavallo fra anni '60 e '70, ha posto l’attenzione nella sua arte sulla sua stessa esperienza in termini fisici e del suo stesso punto di vista riguardo temi delicati. L’opera Fuses (1964-1967) si costituisce di video in cui presenzia con il partner, James Tenney, durante un amplesso: questo video così intimo viene poi esposto al pubblico dando la possibilità di compiere delle azioni come dipingerlo, tagliarlo, appiccarvi sopra il fuoco, portandolo a diventare come un collage.
Schneemann ha ricevuto il Leone d'oro alla carriera alla Biennale Arte di Venezia 2017.

### Film e performance
Nel 1964 debutta con quello che è diventato il suo lavoro più noto, Meat Joy al Festival della Libera Espressione a Parigi. La sceneggiata ruota intorno a quattro uomini e quattro donne parzialmente nudi che interagiscono in quello che sembra essere un normale incontro sociale, mentre danzano e giocano con vari oggetti e sostanze tra cui pittura bagnata, salsiccia, pesce crudo, ritagli di carta e polli crudi che vengono serviti da una cameriera. La cameriera inizia una sorta di rissa alimentare e la cena si conclude sul pavimento. Il lavoro è eseguito subito dopo a Londra e poi di nuovo a New York. A Parigi, come spettatori del “gruppo estatico rituale” c’erano Man Ray e Eugène Ioneso.
Meat Joy diventa sinonimo del nome di Schneemann per anni in seguito a quelle performance, ispirandola a scrivere More than Meat Joy: Complete Performance Works and Selected Writings (1979), che offre un quadro completo della sua carriera dal 1958 al 1977, comprese le riproduzioni dei suoi taccuini personali, fotografie e schizzi. Nel 1964 inizia la produzione di Fusibili: parte I di una trilogia autobiografica (1964-1967). Fuses ritrae lei e suo marito, James Tenney, durante un amplesso per 18 minuti, mentre il loro gatto, Kitch, li osserva nelle vicinanze. Dato il suo contenuto esplicito, Fuses non ha un ampio pubblico. Il film è stato proiettato al festival di Cannes nel 1969 e il pubblico ha reagito con indignazione e violenza. Fuses diventa il primo film della sua Trilogia autobiografica. Gli altri due film sono Plumb Line (1968-71), sullo scioglimento della sua relazione con Tenney, e Kitch's Last Meal (1973-1978), che racconta la vita quotidiana del suo gatto, Kitch, fino alla sua morte.
Nel 1975 esibisce per la prima volta Interior Scroll alla mostra Women Here and Now a East Hampton, (comune nell'area metropolitana di New York), e più tardi nello stesso anno al Telluride Film Festival in Colorado. Nella sua performance, Schneemann entra avvolta in un lenzuolo, sotto il quale indossava un grembiule. Si sveste e poi sale su un tavolo dove ha delineato il suo corpo e viso con della vernice nera. Diverse volte prende "pose d'azione" e allo stesso tempo, legge il suo libro Cézanne, She Was a Great Painter. In seguito, lascia cadere il libro e lentamente estrae dalla sua vagina un rotolo da cui legge. Il discorso di Schneeman descrive una versione parodia di un incontro in cui riceve critiche sui suoi film per la loro "persistenza di sentimenti" e "disordine personale". Lo storico dell'arte David Hopkins suggerisce che questa performance sia un commento sia alla “critica interiorizzata”, sia forse all '“interesse femminista” per la scrittura femminile.
Quest'opera esprime l’inscindibile legame dell’artista alla sua fisicità, e vuole esprimere una sorta di critica alla scena dell’espressionismo astratto, dominata da figure maschili. Negli anni 80 e 90 Schneemann continua a concentrarsi sul corpo femminile sessuale e altri messaggi femministi, ma si esibisce meno frequentemente e si rivolge a video, installazioni multimediali e scrittura come mezzi principali. Tra le opere degne di nota di quel periodo figurano Fresh Blood (1981-1987), Infinity Kisses (1980-88) e Vespers Stampede to My Holy Mouth (1992). Terminal Velocity è uno dei suoi lavori più tardi, risalente al 2001. L'opera è da considerarsi una risposta agli attacchi terroristici dell'11 settembre; consiste in una raccolta di fotografie raccolte dall'artista raffiguranti persone che, durante l'attentato, si erano gettate dalle Torri Gemelle.

### Morte
Dopo due decenni di lotta contro il cancro al seno, muore il 6 marzo 2019, nella sua casa a New Paltz, all'età di 79 anni.

## Progetti in nome dell'artista
La Carolee Schneemann Foundation sta organizzando un piano di residenza a New York nella casa dell'artista che sia da supporto per tutti quelli che condividono il suo progetto cercando nuove tecniche di sperimentazione estetica.

## Opere
- Eye Body: 36 Transformative Actions (1963)
- Meat Joy (1964)
- Viet Flakes (1965)
- Autobiographical Trilogy
- Fuses (1964-67)
- Plumb Line (1968-71)
- Kitch's Last Meal (1973-78)
- Up to and Including Her Limits (1973-76)
- Interior Scroll (1975)
- Fresh Blood: A Dream Morphology (1981)
- Infinity Kisses (1981-88)
- Hand/Heart for Ana Mendieta (1986)
- Venus Vectors (1986-88)
- Vesper's Pool (1987-88)
- Cycladic Imprints (1990)
- Ask the Goddess (1991)
- Mortal Coils (1994)
- Vulva's Morphia (1995)
- More Wrong Things (2001)
- Terminal Velocity (2001)
- Devour (2007)

## Libri
- Parts of a Body House Book. Collumpton, Devon: Beau Geste Press, 1972.
- Cézanne, She Was a Great Painter. New Paltz, NY: Tresspuss Press, 1975.
- ABC—We Print Anything—In the Cards. Beuningen: Brummense Uitgeverij Van Luxe Werkjes, 1977.
- Vulva’s Morphia. New York: Granary Books, 1997.
- More Than Meat Joy. Kingston, NY: McPherson and Co., 1997.
- Imaging Her Erotics: Essays, Interviews, Projects. Cambridge, MA: MIT Press, 2002.